# Lábtoll-labda
A lábtoll-labda a labdajátékok csoportjába tartozó mozgalmas, látványos csapatjáték, amelynek célja, hogy a speciális – tollból készült – labda a szabályoknak megfelelően a háló felett úgy kerüljön át az ellenfél térfelére, hogy az ellenfél azt ne tudja visszaadni. A mérkőzéseket három-három játékos játssza 11,88 méter hosszú és 6,10 méter széles, középen a nőknél 150 cm, a férfiaknál 160 cm magas hálóval két térfélre osztott pályán. A korábban csak edzésmódszerként játszott változatai – az egyéni és a páros játék – az utóbbi időben önálló versenyszámként is megjelentek. 
A lábtoll-labdázás versenyeit a könnyű labda miatt általában teremben rendezik. Szélcsendes időben, enyhe szélben szabad téren is jól játszható.
Olcsó sportág. Különösebb szerigénye nincs. Csak labda és háló szükséges hozzá. Bármilyen könnyű cipőben játszható. Férfiak és nők egyaránt játszhatják.
A versenyszerű játék sokoldalú képzést igényel. Gyorsaság, ügyesség, ruganyosság szükséges a jó játékhoz. Elsősorban lábbal játsszák. A háló feletti rúgások végrehajtásához sok nyújtó – lazító gimnasztikát kell végezniük a versenyzőknek. A férfiak nagyobb rúgóerejét a nők nagyobb lazaságukkal ellensúlyozzák.

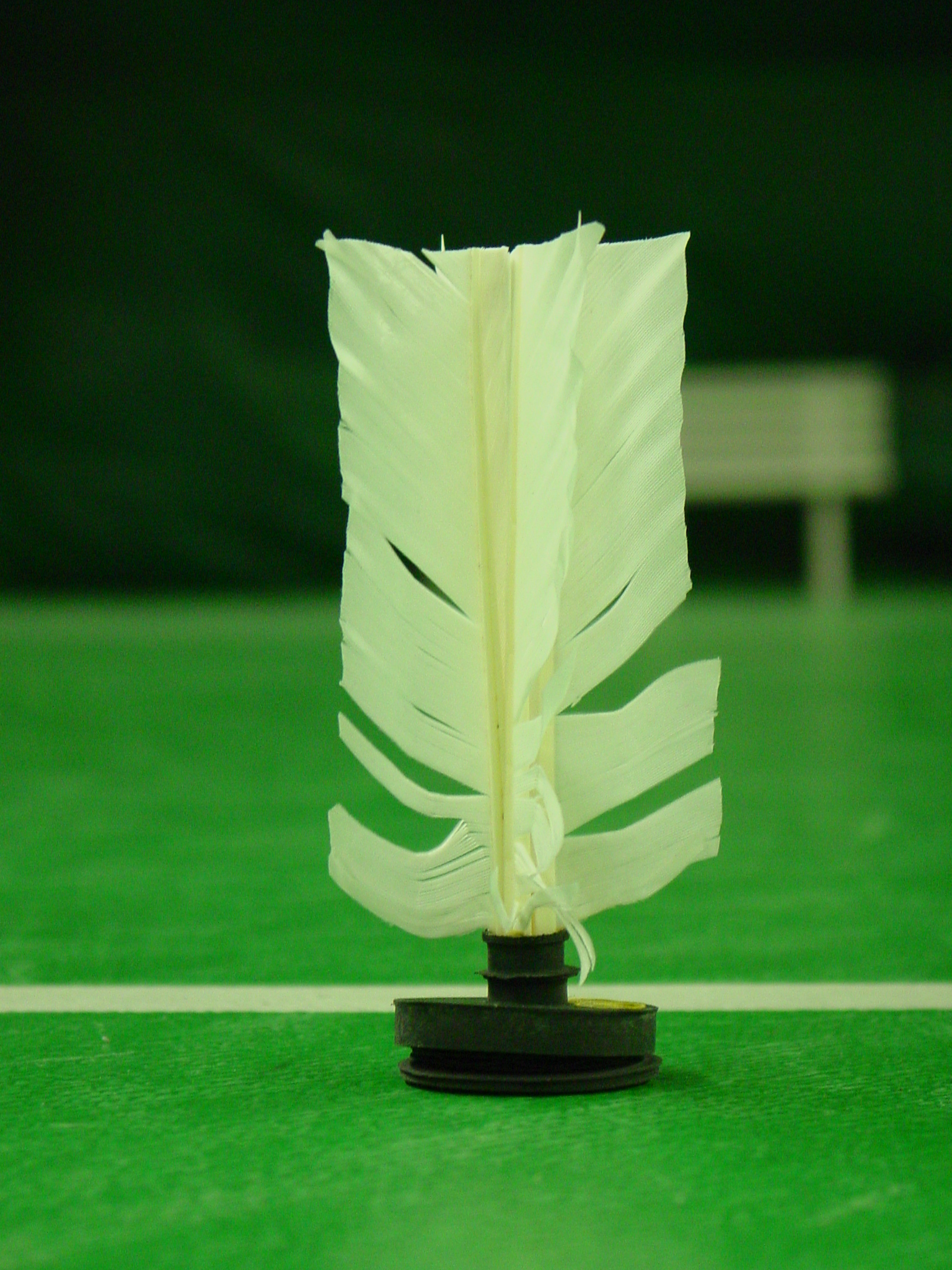
Lábtoll-labda

A lábtoll-labdázás Kínában, Vietnámban és még több ázsiai országban nagyon elterjedt szabadidő sportjáték. A verseny formában is az ázsiaiak a legjobbak. Európában, így Magyarországon is az 1990-es években terjedt el. Ázsiában a lábtoll-labdázás ősi változatában: a művészi vagy zsonglőr lábtoll-labdázásban a résztvevők abban versenyeznek, hogy ki vagy melyik csapat tud különlegesebb rúgást vagy labdamegállítást bemutatni. Az egyénileg, illetve csapatban bemutatott gyakorlatokat a műkorcsolyához vagy tornához hasonlóan pontozzák. Európában ilyen jellegű versenyt még nem rendeztek. A karate filmek némelyikében látható, hogy a játékot 4-5 fős csapatok kapura is játsszák.

## A sportág története
A tollaslabdát, a legegyszerűbb labdát i.e. 1000 körül készítették Kínában. Valószínűleg régebbi a rá utaló első emlékeknél. Néhány tyúktollat szúrtak fadarabba, cink- vagy ólomlemezkébe, s már kész is volt a játék eszköze. A kínaiak eleinte szinte kizárólag lábbal tollas labdáztak. A labda minél tovább levegőben tartása volt a cél. A lábtollas a labdarúgással is hasonlóságot mutat, ezért feltételezhető az is, hogy a tsu-tsu-ból fejlődött ki.
Később a játék a katonai felkészítés céljait szolgálta. Az ügyesség fejlesztésének és a reakcióidő csökkentésének egyik eszköze volt.
A történelmi bizonyítékok alapján a kínai Tang dinasztia korában (618-907) igen elterjedt játék volt. Ebben az időben a hivatalnokok, sőt még a tanárok és az irodalmárok is részt vettek a játékban. A rúgásoknak sok fajtája volt. Már nemcsak lábbal, hanem vállal, felsőtesttel, hassal is a levegőben lehetett tartani a labdát.
Ezt a lábbal játszott tollaslabdázást és különböző változatait a mai napig is több millióan űzik, elsősorban a Távol-Keleten. Több rokon sportág is ismert. A mozgásanyag, a rúgások hasonlóak. A különbség a labdák anyagában, alakjában van. A Thaiföldön, Malajziában elterjedt sepak takraw gömb alakú, fonott labdája bambuszból készül. Mongóliában a tiwit nemezlabdával játsszák. Tajvanon egy kis gumilabdába szúrják a tollakat. A skandináv országokban, Észak-Amerikában 4 vagy 8 színes bőrdarabból összevarrt, szemcsés anyaggal töltött, 5-6 cm átmérőjű kis labdával hacky sacket vagy foot baget játszanak. A lábtoll-labdázást Kínában jianqiunak (tyentyo vagy dzsendzso), Angliában shuttlecocknak, Németországban Federfussballnak (tollfutball) nevezik. Magyarországon a lábtollas, lábtoll-labdázás honosodott meg. Korábbi leírások kínai tollasnak nevezték.

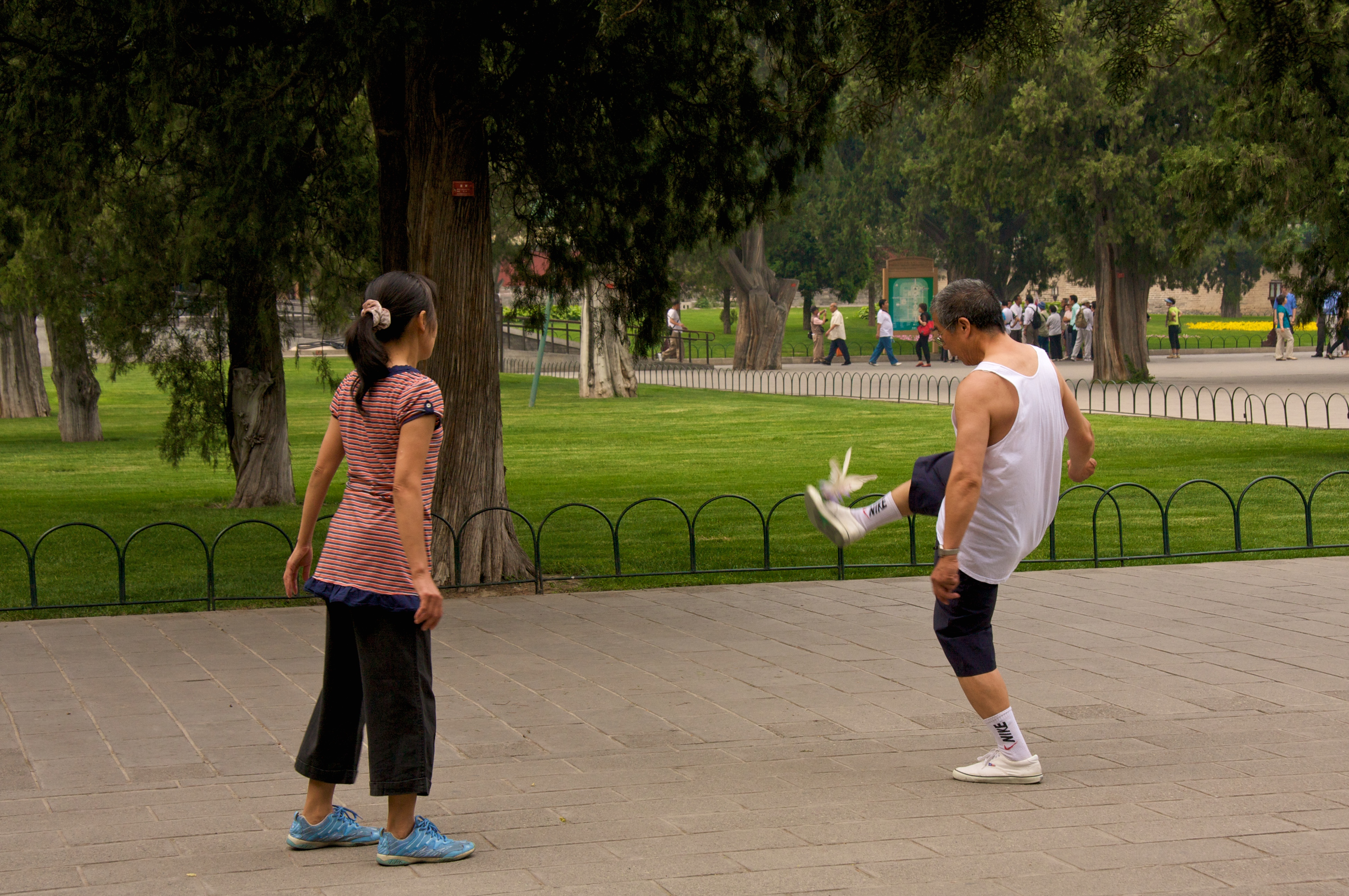
Lábtoll-labdázók Ázsiában

Európa számára a lábtoll-labdázást Peter von Rüden német mérnök fedezte fel kínai utazásai során. Egy parkban különböző életkorú, közöttük 60-70 éves embereket látott játszani. A játék elbűvölte őt. Egy ajándékba kapott labda segítségével fellelkesítette barátait és ismerőseit. Azóta Peter von Rüden a lábtoll-labdázás elterjesztésének szenteli életét. 1991. szeptember 1-jén megalakította az FFC Hagent, az első európai lábtoll-labda klubot. 1994. november 25-26-án megrendezte az I. German Opent, amelyen már magyar csapatok is indultak. Peter von Rüden népszerűsítő munkája eredményeként több országban – Belgium, Dánia, Hollandia, Finnország, Svájc, Írország, Magyarország – elkezdődött a lábtoll-labdázás.

## A lábtoll-labdázás magyarországi története
Peter von Rüden 1992 márciusában az Utazás '92 kiállításon lábtoll-labda bemutatót tartott. Ezt a bemutatót látta Butor Klára testnevelő tanár, a Magyar Úttörők Szövetségének programigazgatója, akinek nagyon megtetszett. Nagyobb tétel labdát vásárolt, és az Úttörő Szövetség keretei között népszerűsítette a lábtoll-labdázást.
Az első magyarországi versenyre 1993. május 29-én került sor. 1993-94-ben meghívásos, baráti versenyek zajlottak, majd 1995. március 11-én öt egyesület Újszászon megalakította a Magyar Lábtoll-labda Szövetséget. A szövetség alapító elnöke Butor Klára, főtitkára Fehér János. A MLTSZ megalakulását követően megkezdődött a bajnoki rendszer kialakítása és a nemzetközi kapcsolatok építése.

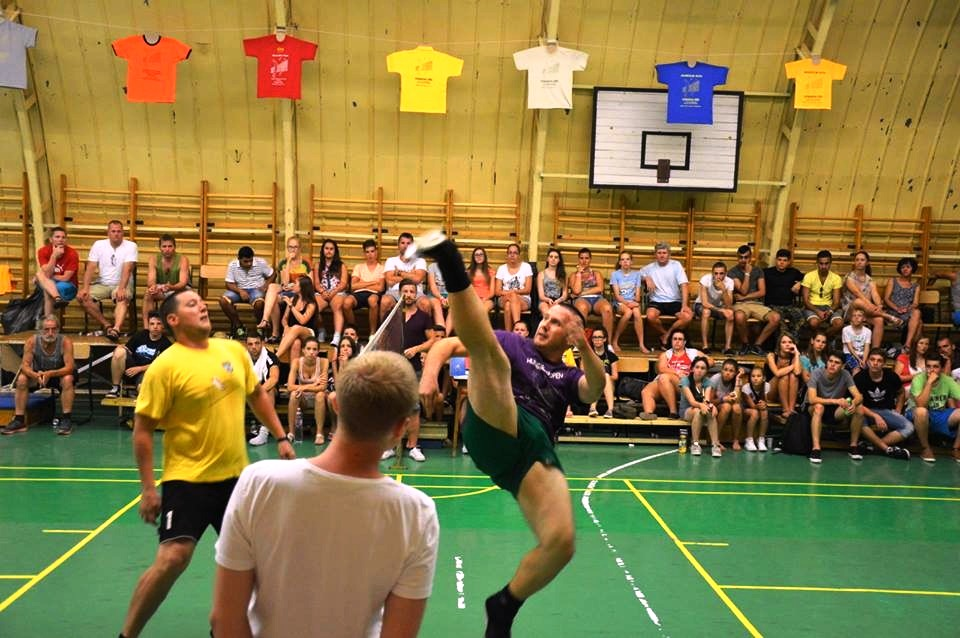
20.Hungarian Open férfi egyéni döntő: Tóth Gábor-Herczeg Gábor (mindkettő Újszászi VVSE)

A MLTSZ 1996 óta minden évben Hungarian Open elnevezéssel nemzetközi versenyt rendez. 2000 óta a bajnoki rendszer mellett diákolimpiai bajnokságot is működtet.

## Szabályok
A játék szabályai:

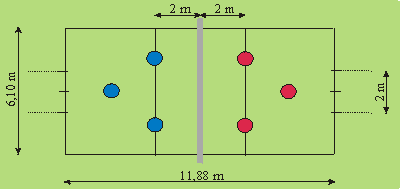
A lábtoll-labda pálya méretei, játékosok elhelyezkedése

Labda: A speciális, 15 gramm súlyú labda négy db 15 cm-es libatollból (amely különböző színekre – piros, sárga, kék, zöld – festhető) és egy 4 cm átmérőjű kerek gumitalpból áll. A gumitalp alja és teteje között 5-7 db papírkorong biztosítja a labda rugózását és egyenletes repülését.
Játéktér: A pálya 11,88 méter hosszú és 6,10 méter széles. (A tollaslabda pálya lábtoll-labdázásra is használható) A pályát négy centiméter széles vonalak határolják. A vonalak a pálya részei. A középvonaltól mindkét irányban 2 méterre futnak a korlátozó vonalak, amelyeken belülről fejjel tilos átjuttatni a labdát a másik térfélre. Az alapvonal középpontjától mindkét oldalon 1-1 méterre felrajzolt rövid vonalak jelölik ki az adogató térfelet.
Háló: 7 méter hosszú és 76 cm széles, szemei 2×2 cm méretűek. A háló magassága férfiaknál 160 cm, nőknél 150 cm. Játék közben tilos megérinteni, alatta, illetve felette az ellenfél térfelére bármely testrésszel átnyúlni.
Csapatok: Egy csapat 6 játékosból áll. Közülük egy időben hárman játszanak. A játék során a játékosok bármikor cserélhetők.
A játékosok helyzete: A csapatok játékosai háromszög alakban állnak fel. Két játékos a háló közelében egymástól 2 méter távolságra, egy játékos a hátsó térfélen, illetve adogatásnál az adogató térfélen áll. A kötött sorrend csak az adogatásnak, illetve az adogatás fogadásánál kötelező. Az adogatás elrúgásának pillanatában minden játékos helyet változtathat.
A játék kezdete: Az adogató csapata adogatótérfélen áll, és a labdát lábbal az ellenfél térfelére rúgja. Rossz az adogatás, ha az adogató játékos a vonalra, illetve játéktérre lép, vagy ha az adogatás hálót vagy más akadályt érint.
Labdaérintés: Egy csapat mielőtt a labdát az ellenfél térfelére juttatja, a saját térfelén maximum négyszer érintheti. A negyedik érintésnek a másik térfélre való átjuttatásra kell irányulnia. A négy érintésen belül egy játékos egymás után kétszer érintheti, rúghatja a labdát. A labdát játék közben tilos kézzel vagy karral érinteni. Minden más testrész használata megengedett. A páros játékban szintén négy érintés engedélyezett, az egyéniben csak kettő.
Sorrend: Az adogatás jogának elnyerésekor az adogató csapat játékosai az óramutató járásának megfelelően egy hellyel váltják helyzetüket (forgás).
Időkérés: Minden csapat minden játszmában kétszer kérhet időt. Az időkérés időtartama 30 másodperc. Az időkérés ideje alatt a csapattagok nem hagyhatják el a pályát.

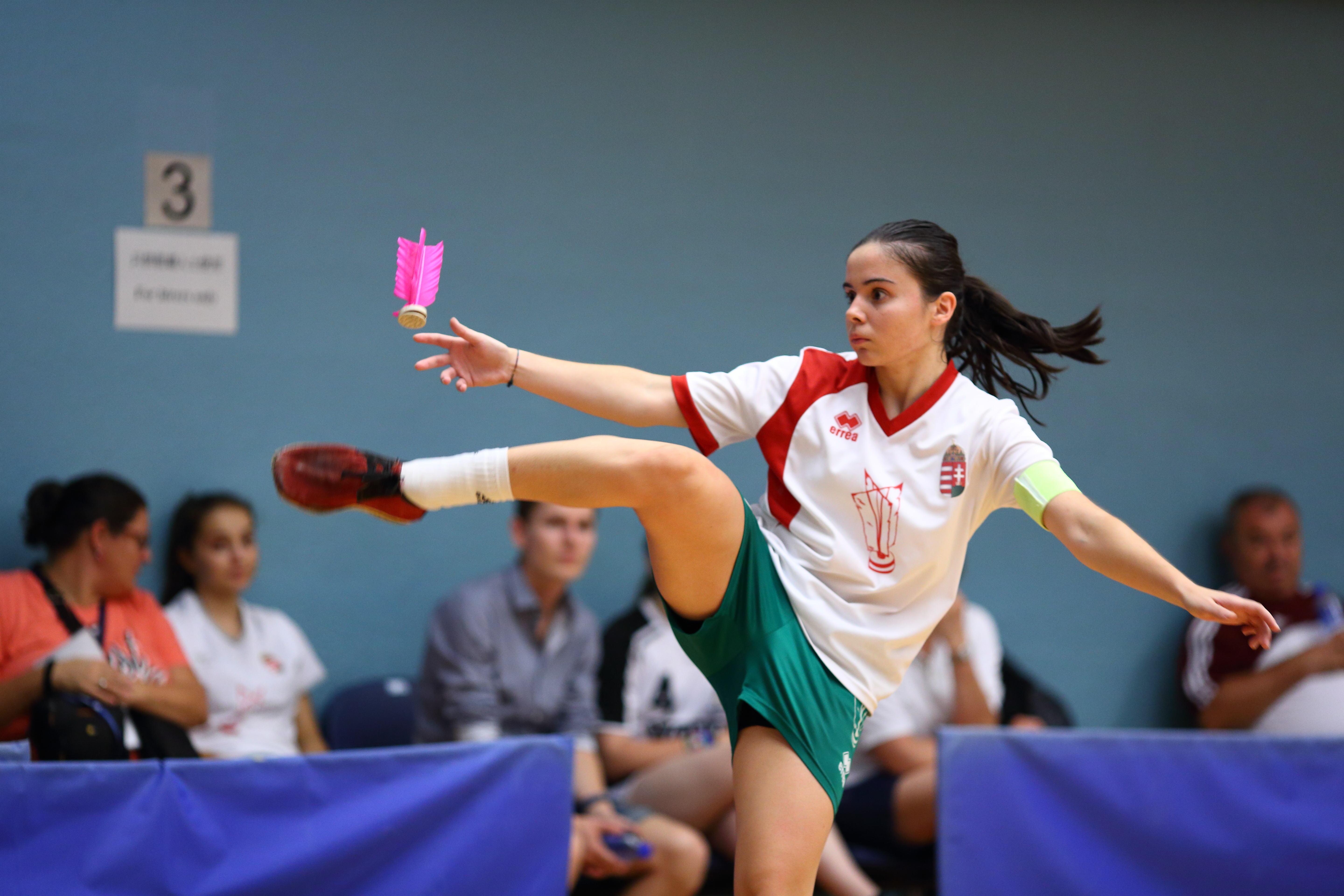
Kunics Réka (Nagykanizsa ZSE) a 2017-es világbajnokságon

Játszmák, pontok számolása: A mérkőzések két nyert játszmáig tartanak. A játszmák 21 pontosak. Gyorsított számolás. Minden labdamenet ponttal fejeződik be. Ha az adogató csapat (játékos) hibázik, a pont a fogadóé, és át kell adnia az adogatás jogát is a másik csapatnak (játékosnak). A játszmát két pont különbséggel kell megnyerni. 20–20-tól váltott adogatással kell elérni a két pont különbséget.

## A lábtoll-labdázás magyar és nemzetközi szövetsége
A Magyar Lábtoll-labda Szövetség (MLTSZ) 1995. március 11-én alakult Újszászon. A szövetség a megalakulása után eltelt öt évben létrehozta a lábtoll-labdázás magyarországi szervezeti kereteit, működteti a bajnoki rendszert, nemzetközi kapcsolatokat ápol.
A Nemzetközi Lábtoll-labda Szövetség, az International Shuttlecock Federation (ISF) 1999. november 11-én Hanoiban alakult meg. Az alapító közgyűlésen 12 ország – köztük Magyarország – vett részt. Az ISF első elnöke a kínai Dai Wenzhong. A Magyarországot képviselő Fehér Jánost, a Magyar Lábtoll-labda Szövetség főtitkárát az ISF alelnökévé választották. AZ ISF-nek két bizottsága van: a technikai és versenybizottság és a propaganda- és sportágfejlesztési bizottság.
Az ISF által rendezett első hivatalos lábtoll-labda-világbajnokságra 2000. július 15–21. között Magyarországon, Újszászon került sor.

## A Magyar Lábtoll-labdázás Örökös Bajnokai

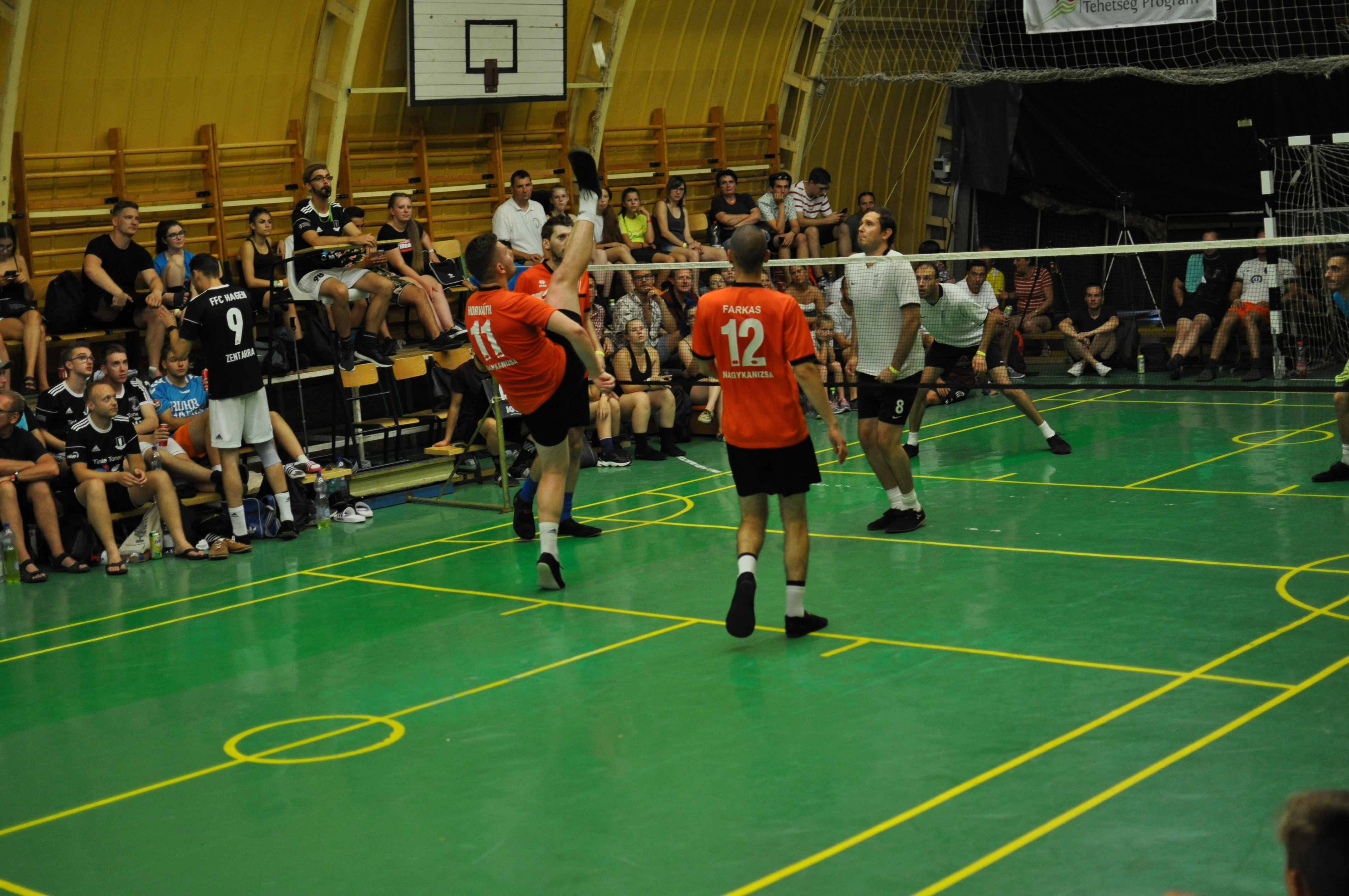
Nagykanizsa ZSE – Újszászi VVSE csapatmérkőzés a 24.Hungarian Openen

A Magyar Lábtoll-labda Szövetség elnöksége 2009. február 28-án alapította a Magyar Lábtoll-labdázás Örökös Bajnoka díjat azon aktív pályafutásukat befejező játékosok számára, akik a felnőtt bajnokságokon és a Magyar Nemzetközi Bajnokságokon legalább huszonöt bajnoki címet nyertek. Eddig öten kapták meg ezt a megtisztelő címet: Kovacsicsné Budavölgyi Veronika, Prukker-Gozdán Ágota, Hartai Attila (mindhárman Nagykanizsa ZSE) és Tóth Gábor, Herczeg Gábor (mindkettő Újszászi VVSE).

## A Magyar Lábtoll-labda Szövetség kiemelkedő eredményei
Nemzetközi eredmények: http://labtoll.hu/Default.aspx?ID=eredmenyek_nemzetkozi_eredmenyek.htm
Világ- és Európa-bajnokságok: http://labtoll.hu/Default.aspx?ID=eredmenyek_vilag_es_eb_magyar_gyoztesei.htm
Országos bajnokok: http://labtoll.hu/Default.aspx?ID=eredmenyek_orszagos_bajnokok.htm
A versenyszámonkénti ranglista első helyezettek: http://labtoll.hu/Default.aspx?ID=eredmenyek_ranglista_elso_helyezettek.htm
Az év játékosai: http://labtoll.hu/Default.aspx?ID=eredmenyek_az_ev_jatekosai.htm
Diákolimpiai bajnokok: http://labtoll.hu/Default.aspx?ID=eredmenyek_diakolimpiai_bajnokok.htm
Magyarország jó tanulója, jó sportolója díjasok: http://labtoll.hu/Default.aspx?ID=eredmenyek_jotanulo_josportolo.htm

## Források

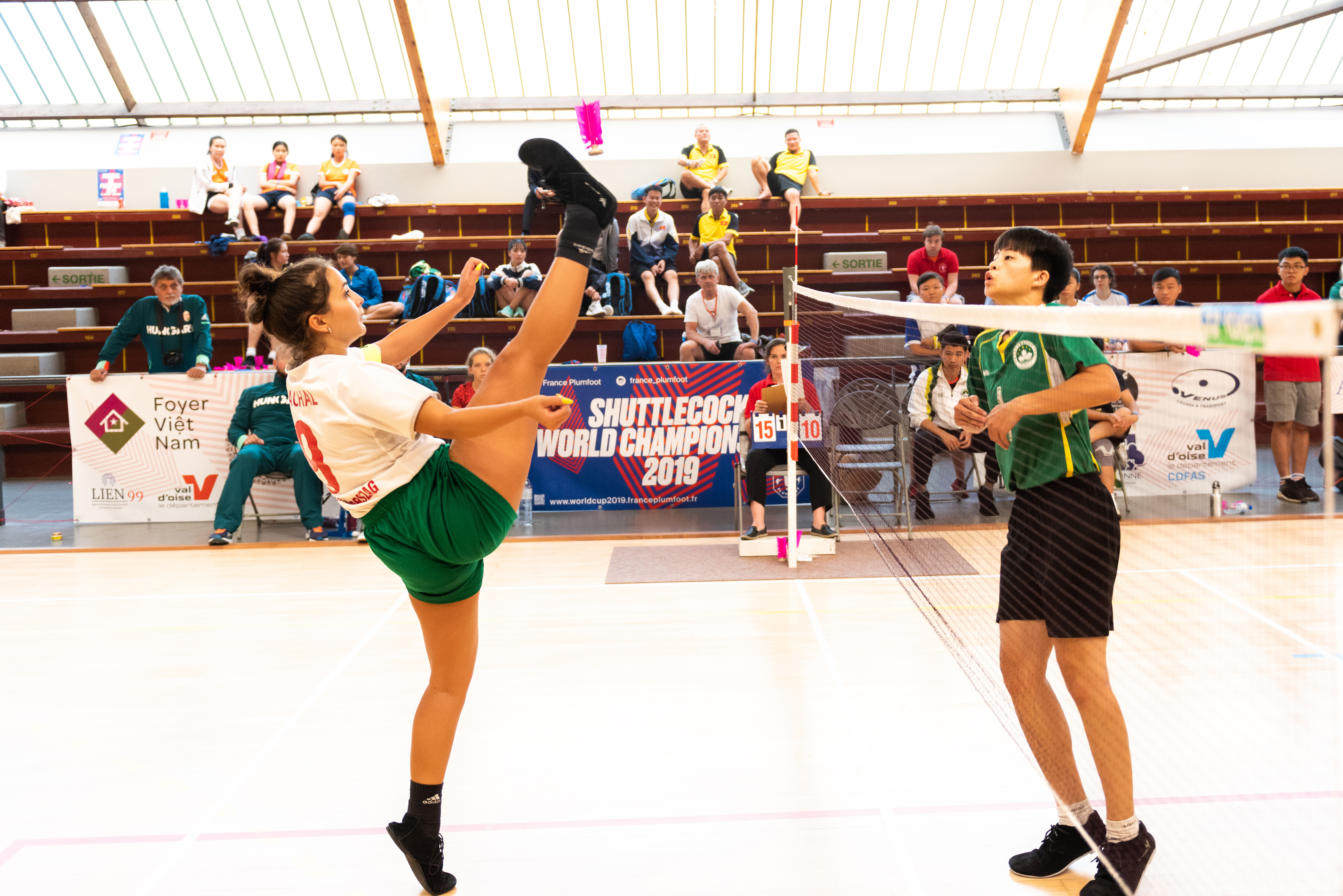
Vachal Krisztina (Újszászi VVSE) a 2019-es világbajnokságon